# Mậu Thìn
Mậu Thìn (chữ Hán: 戊辰) là kết hợp thứ năm trong hệ thống đánh số Can Chi của người Á Đông. Nó được kết hợp từ thiên can Mậu (Thổ dương) và địa chi Thìn (rồng). Trong chu kỳ của lịch Trung Quốc, nó xuất hiện trước Kỷ Tỵ và sau Đinh Mão.

## Các năm Mậu Thìn
Giữa năm 1700 và 2200, những năm sau đây là năm Mậu Thìn (lưu ý ngày được đưa ra được tính theo lịch Việt Nam, chưa được sử dụng trước năm 1967):
- 1748
- 1808
- 1868
- 1928 (23 tháng 1, 1928 – 9 tháng 2, 1929)
- 1988 (17 tháng 2, 1988 – 5 tháng 2, 1989)
- 2048 (14 tháng 2, 2048 – 1 tháng 2, 2049)
- 2108
- 2168

## Sự kiện năm Mậu Thìn
- Năm 248 (năm Mậu Thìn thứ tư), khởi nghĩa Bà Triệu
- 968 – Đinh Tiên Hoàng lên ngôi hoàng đế, lập nên nước Đại Cồ Việt, đóng đô tại Hoa Lư (Ninh Bình).
- 1868  – Chiến tranh Boshin